# サミュエル・エドジー
サミュエル・イケチュク・エドジー（Samuel Ikechukwu Edozie, 2003年1月28日 - ）は、イングランド・ロンドン出身のサッカー選手。RSCアンデルレヒト所属。ポジションはMF。

## クラブ経歴
ミルウォールFCのユースアカデミーを経て、2019年7月にマンチェスター・シティFCのユースアカデミーに入所。加入後U18チームに登録され、2019-20シーズンはU-18ユースリーグで11試合3ゴールを記録。翌2020-21シーズンも同ユースリーグで7試合2ゴールを決め、一気にU-23チームに昇格。同シーズンはプレミアリーグ2に昇格後、17試合3ゴールを決めた。2021-22シーズン開幕前にトップチームに昇格。プレシーズンマッチで監督ジョゼップ・グアルディオラへのアピールにも成功。2021年8月7日のFAコミュニティ・シールドのレスター・シティFC戦では先発で起用された。後半15分にジャック・グリーリッシュと交代するまで出場するも、試合は0-1で敗れた。
2022年9月1日、サウサンプトンFCに5年契約で加入。
2024年9月4日、RSCアンデルレヒトにレンタル移籍した。

## 代表経歴
2021年にU-18のイングランド代表に招集されている。2022年9月21日、エドジーはイングランドU20デビューを果たし、チリとの試合で3-0の勝利を収めた際に得点を決めました。ピナタールアリーナで行われた試合でした。 2023年5月10日、エドジーは2023 FIFA U-20ワールドカップのイングランド代表メンバーに選ばれました。

## 人物
- 父はナイジェリアからの移民で、同国の国籍も所有している。